# Leeman (plaats)
Leeman is een plaats in de regio Mid West in West-Australië.

## Geschiedenis
Oorspronkelijk werd het kustplaatsje 'Snag Island' genoemd. Toen de overheid Leeman in juni 1961 officieel stichtte, werd het naar Abraham Leeman, tweede stuurman van het Nederlandse schip Waeckende Boeij, vernoemd. Dat schip zeilde in 1658 onder kapitein Volkersen langs de kust van West-Australië op zoek naar het twee jaar eerder vergane Vergulde Draeck. Leeman stond aan het hoofd van een verkenningsploeg die door slecht weer op vasteland werd achtergelaten en er in een open bootje zes maanden over deed om op 23 september 1658 Batavia te bereiken.
Volgens een andere bron geschiedde de naamsverandering van 'Snag Island' naar Leeman pas in 1971, toen in Leeman de 'Leeman Primary School' werd geopend.

## Beschrijving
Leeman maakt deel uit van het lokale bestuursgebied (LGA) Shire of Coorow, een landbouwdistrict met Coorow als hoofdplaats. Het is een kustplaatsje dat leeft van het toerisme en de visserij. Leeman heeft een caravanpark, vakantiehuizen, een basisschool, een bibliotheek, een trailerhelling en aanlegsteiger en een recreatiecentrum met enkele sportfaciliteiten. Men kan er onder meer watersporten, vissen en wandelen.
In 2021 telde Leeman 351 inwoners, tegenover 396 in 2006.

## Ligging
Leeman ligt nabij de 'Indian Ocean Drive', 262 kilometer ten noordnoordwesten van de West-Australische hoofdstad Perth, 153 kilometer ten zuidzuidoosten van Geraldton en 125 kilometer ten westen van Coorow.

## Externe link

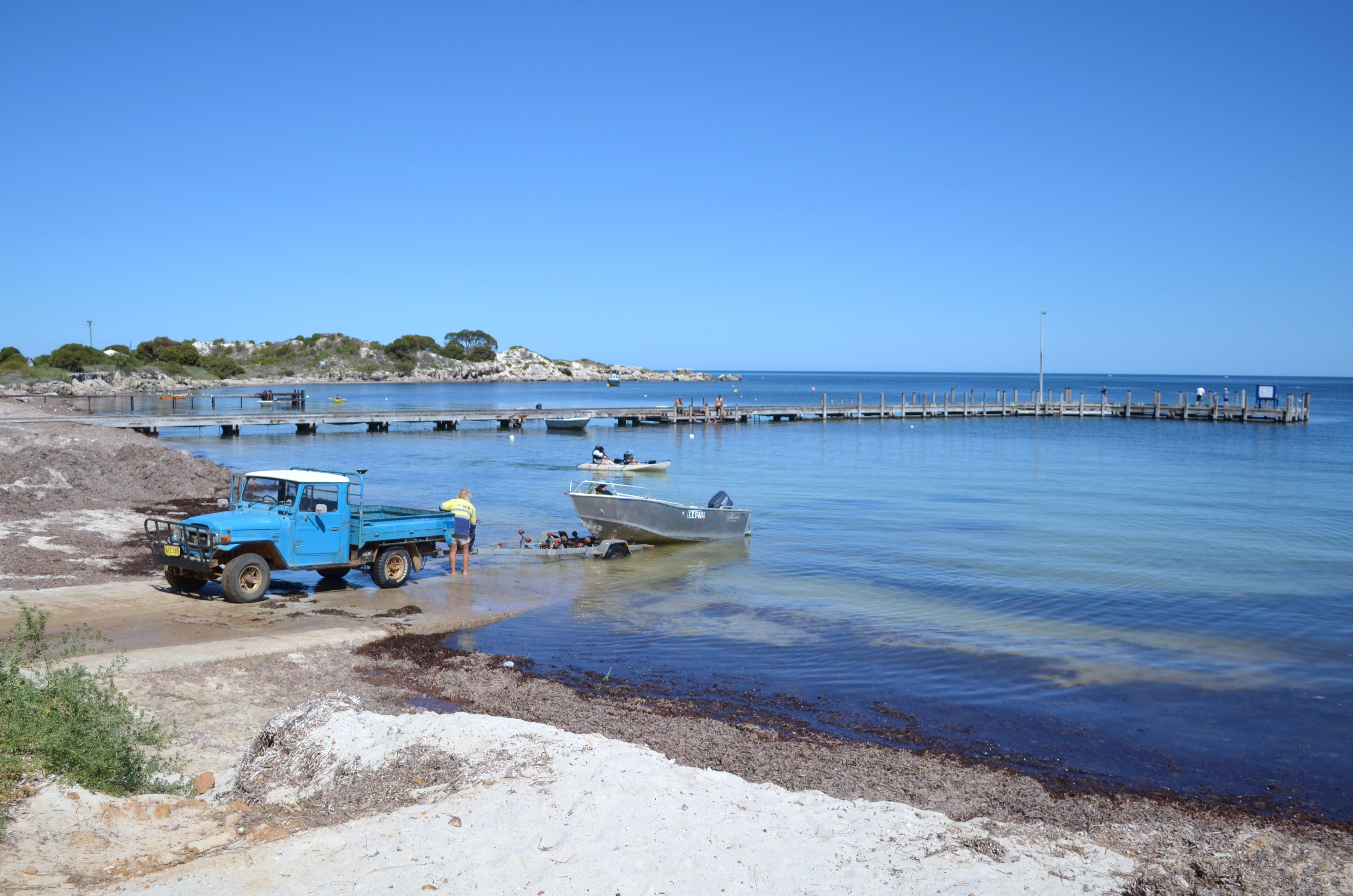
Trailerhelling en aanlegsteiger